# Comuna Korobciîne, Novomîrhorod
Korobciîne (în ucraineană Коробчине) este o comună în raionul Novomîrhorod, regiunea Kirovohrad, Ucraina, formată din satele Korobciîne (reședința), Krupske și Suholitivka.

## Demografie
Componența lingvistică a comunei Korobciîne
     Ucraineană (97,42%)
     Rusă (1,72%)
     Alte limbi (0,78%)
Conform recensământului din 2001, majoritatea populației comunei Korobciîne era vorbitoare de ucraineană (97,42%), existând în minoritate și vorbitori de rusă (1,72%).